# Johann Gottfried Eichhorn

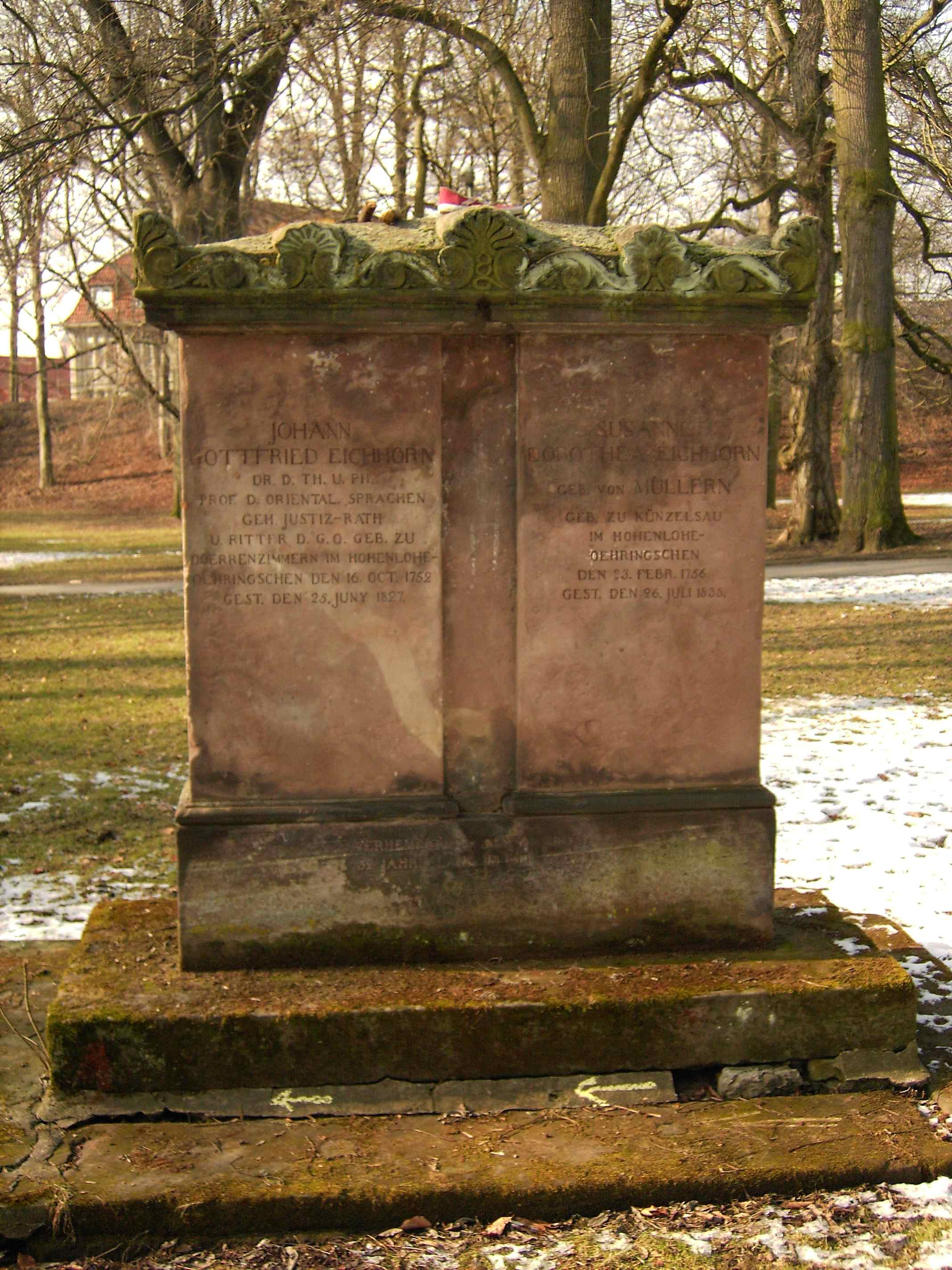
Eichhorns grav på Albanigriftegården i Cheltenhamparken i Göttingen

Johann Gottfried Eichhorn, född den 16 oktober 1752 i Dörrenzimmern (furstendömet Hohenlohe-Öhringen), död den 25 juni 1827 i Göttingen, var en tysk orientalist, litteraturhistoriker och teolog. Han var far till Karl Friedrich Eichhorn och farbror till Johann Albrecht Friedrich von Eichhorn. 
Eichhorn utnämndes 1775 till professor i orientaliska språk i Jena och 1788 i Göttingen samt blev 1813 en av direktörerna i vetenskapssocieteten i sistnämnda stad och 1819 geheimejustitieråd. Från 1812 ledde han utgivandet av Göttingische gelehrte Anzeigen.